# Vốn kinh tế
Trong tài chính, chủ yếu đối với các công ty dịch vụ tài chính, vốn kinh tế (Economic capital) là số vốn rủi ro, được đánh giá trên cơ sở thực tế, mà một công ty yêu cầu để trang trải các rủi ro mà nó đang hoạt động hoặc thu thập như một mối quan tâm liên tục, chẳng hạn như rủi ro thị trường, rủi ro tín dụng, rủi ro pháp lý và rủi ro hoạt động. Đó là số tiền cần thiết để đảm bảo sự sống còn trong trường hợp xấu nhất. Khi đó, các công ty và cơ quan quản lý dịch vụ tài chính nên hướng tới việc nắm giữ vốn rủi ro ít nhất bằng vốn kinh tế.
Thông thường, vốn kinh tế được tính toán bằng cách xác định số vốn mà công ty cần để đảm bảo rằng bảng cân đối kế toán thực tế của nó luôn khả quan trong một khoảng thời gian nhất định với một xác suất được xác định trước. Do đó, vốn kinh tế thường được tính bằng giá trị rủi ro. Trong trường hợp này, bảng cân đối kế toán sẽ được lập thể hiện giá trị thị trường (thay vì giá trị sổ sách) của tài sản và nợ phải trả.
Khái niệm vốn kinh tế khác với vốn điều tiết ở chỗ vốn điều tiết là vốn bắt buộc mà các cơ quan quản lý yêu cầu duy trì trong khi vốn kinh tế là ước tính tốt nhất về vốn cần thiết mà các tổ chức tài chính sử dụng nội bộ để quản lý rủi ro của chính họ và phân bổ chi phí duy trì vốn điều tiết giữa các đơn vị khác nhau trong tổ chức.

## Trong khoa học xã hội
Trong khoa học xã hội, vốn kinh tế được phân biệt trong mối quan hệ với các loại vốn khác mà có thể không nhất thiết phản ánh giá trị tiền tệ hoặc giá trị trao đổi. Các hình thức vốn này bao gồm vốn tự nhiên, vốn văn hóa và vốn xã hội; hai thứ sau đại diện cho một loại quyền lực hoặc địa vị mà một cá nhân có thể đạt được trong xã hội tư bản thông qua giáo dục chính thức hoặc thông qua các mối quan hệ xã hội. Các hình thức tư bản phi kinh tế đã được nhà xã hội học Pierre Bourdieu thảo luận về nhiều loại khác nhau.